# Нима Јушиџ

Нима Јушиџ (персијски: نیما یوشیج‎) (11. новембар 1897 - 3. јануар 1960. године), рођен као Али Есфандијари (علی اسفندیاری), савремени је персијски песник који је зачетник правац "нове поезије" (شعر نو, ше'р-е но) у Ирану познатог и као "нимаи поезија" (شعر نیمایی, ше'р-е нимаи). Нима Јушиџ се сматра оцем модерне персијске поезије.
Умро је од упале плућа у Шемирану, северном делу Техерана, а према сопственој жељи сахрањен је у свом родном селу Јуш у округу Нур, у провинцији Мазандаран.

## Младост
Нима Јушиџ је одрастао у селу Јуш у округу Нур, у иранској провинцији Мазандаран. Детињство је провео помажући оцу око послова на фарми и бринући о стоци. Као дечак посећивао је много летњих и зимских кампова у којима се сусрео са пастирима и путујућим радницим. Велики утисак на њега су оставиле слике живота око логорске ватре, нарочито оне проистекле из једноставних и занимљивих пастирских прича о селу и племенским сукобима. Ове слике су угавиране у сећање младог песника и чекале су док се његова стваралачка моћ није довољно развила да би биле описане.
Нима је започео своје обрзовање у мектебу. Неретко је изостајао са наставе па је мула (учитељ) често био приморан да га тражи по улици и довлачи у школу. Када му је било дванаест година, Нима се преселио у Техеран и уписао у римокатоличку школу. Атмосфера такве школе није променила Нимино опхођење, али предавања брижног учитеља јесу. Незам Вафа који је и сам био истакнути песник узео је Ниму, тада песника почетника, под своје окриље и неговао његов поетски таленат.
Настава у католичкој школи била је потпуно другачија у односу на ону у мактабу. Слично томе, живот међу људима из урбане средине разликовао се од живота међу људима из руралних средина на северу земље који су живели по племенским обичајима. Поред тога, оба ова начина живота знатно су се разликовала од оних описа које је читао у књигама или о којима је слушао на часовима. Иако то није променило његову приврженост традицији, ова различитост је подсткла машту младог Ниме. Другим речима, иако је Нима наставио да пише поезију у традицији Саадија и Хафиза још извесно време, ово је постепено и постојано утицало на његов стил. На крају, утицај новог је надјачао истрајаност традиције што је извело Ниму на нови пут. Тако је Нима почео да замењује позната средства за која је сматрао да ометају слободан ток иновативним идеја, мада мање познатим средствима која су подстицала слободан ток концепата. Песме „Еј шаб” (Хеј ноћи) и „Афсане” (Мит) припадају овом прелазном периоду песниковог живота (1922. година).

## Доприноси
Генерално, Нима је рефирмисао ритам и дозволио је да дужину стиха одређује дубина мисли, коју настоји да изрази уместо тога да је ограничава конвенционална персијска метрика која је диктирала дужину бејта (стиха) још од раних дана персијске поезије. Осим тога, Нима је, кад је у питању тематика о актуелним питањима угњетавања и патње, давао предност у односу на лепо лице вољене особе и љубавне конфликте. Другим речима, он је схватио да иако се део читалачке публике одушевљавао љубавном тематиком, већина ипак преферира јунаке са којима могу да се идентификују. Поред тога, призори у Ниминој поезији се веома разликују од „замрзнутих“ призора месеца, вртова и крчми и обогаћени су персонификацијама. Његов неконвенционални приступ изместио је поезију из дворског окружења и ставио је међу народне масе. Природном говору маса је, наравно, додавао локалне карактеристике у својим делима. И коначно, најдрастичнији нови елемент у Ниминој поезији била је примена симболизма. Његова примена симболизма се разликовала од праксе старих великана персијске поезије у томе што је он заснивао структурални интегритет својих дела на одмереном развоју инкорпорираних симбола. У том смислу, Нимина поезија се може читати као дијалог између две или три симболичке референце који се изграђује у кохезиону семантичку јединицу. У прошлости је само Хафиз покушао тако нешто у својим суфијским газелима. Међутим, главно средство које је он користио је било тематско, а не симболичко јединство. Симболизам ипак, приликом решења његових најенигматичнијих газела, игра секундарну улогу у структуралном саставу композиције.

## Дела
Нима је своја дела објабљивао у значајним часописима. На почетку, када је штампа била под контролом снага које су Нимину поезију сматрале исходом из уобичајне норме није му било дозвољено да објављује своје радове. Због тога су многе од Ниминих раних песама постале доступне публици тек крајем тридесетих година прошлог века. Након пада Резе Шаха са власти, Нима је постао члан уређивачког одбора часописа "Музика". Радећи ту са Садеком Хедајатом, у том часопису је објавио многе своје песме. Само је два пута објављивао своје радове у сопственом издању, а у питању су Бледа прича и Војникова породица.
Укидање часописа "Музика" поклопило се са формирањем комунистичке политичке партије Тудех и појавом извесног број левичарских публикација. Како је по својој природи био радикалан, Ниму су те нове публикације привлачиле и у њима је објавио многе од својих иновативних песама.
Ахмед Зиа Хаштруди и Абул Гасем Џанати Атаи су међу првим стручњацима који су се бавили Ниминим животом и делом. Они су уврстили Нимине радове у антологију насловљену Савремени писци и песници" (1923). У питању су песме „Афсане” (Мит), „Еј шаб” (Хеј ноћи), „Махбас” (Затвор) и четири кратке приче.

## Остали извори
- Essays on Nima Yushij: Animating Modernism in Persian Poetry, edited by Ahmad Karimi-Hakkak and Kamran Talattof. Leiden: Brill, 2004.
- Dastgheib, Abdolali. 2006. The Messenger of Hope and Liberty, Critical Review of poems by Nima Yooshij. 2006. Amitis Publishers, Tehran, Iran.  978-964-8787-12-2.. (Farsi title: پیام آور امید و آزادی)